# لو تامپون
شهر لو تامپون (به فرانسوی: Le Tampon) در شهرستان رئونیون در ناحیه رئونیون با جمعیت ۶۹٬۸۴۹ نفر در کشور فرانسه واقع شده‌است